# 新明村
新明村（しんめいむら）は、愛知県中島郡にかつてあった村。
現在の一宮市萩原町の一部（萩原町西宮重・萩原町高木・萩原町林野・萩原町河田方）に該当する。

## 歴史
- 1889年（明治22年）10月1日 - 西宮重村、高木村、林野村、河田方村が合併し、新明村発足。
- 1906年（明治39年）5月10日 - 萩原町、中島村の一部、日光村の一部と合併し、萩原町発足。同日新明村は廃止。